# Sphaerochthonius strinatii
Sphaerochthonius strinatii är en kvalsterart som beskrevs av Sandór Mahunka 1982. Sphaerochthonius strinatii ingår i släktet Sphaerochthonius och familjen Sphaerochthoniidae. Inga underarter finns listade i Catalogue of Life.